# 西环城路站
西环城路站位于吉林省长春市绿园区，是长春轨道交通2号线车站。于2018年8月30日正式投入使用。